# Letters to the President
Letters to the President é o álbum de estreia da banda cristã Hawk Nelson, lançado em 13 de julho de 2004.
Em 4 de outubro de 2005 foi relançado com mais seis músicas extras, além de três videos exclusivos.

## Faixas
Todas as faixas por Hawk Nelson.
1. "California" - 2:52
2. "Things We Go Through" - 2:31
3. "Every Little Thing" - 3:07
4. "From Underneath" - 2:45
5. "Letters To The President" - 3:13
6. "Right Here" - 3:11
7. "Recess" - 0:50
8. "Take Me" - 3:30
9. "Someone Else Before" - 3:17
10. "First Time" - 2:37
11. "Like A Racecar" - 2:48
12. "Late Show" - 1:53
13. "36 Days" - 3:42
14. "Long And Lonely Road" - 3:10

### Edição especial
1. "American Dreams: The Story"
2. "My Generation"
3. "Every Little Thing" (acústico)
4. "Take Me" (acústico)
5. "Jason's Thoughts in French"
6. "Letters to the President" (acústico)

## Vídeos
1. "Hawk vs. The Roller Coaster"
2. "Jason Dunn vs. The Chairs"
3. "Letters to the President" (ao vivo)